# كريس هيل (كرة سلة)
كريس هيل (بالإنجليزية: Chris Hill)‏ مواليد 21 فبراير 1983 في إنديانابوليس، هو لاعب كرة سلة أمريكي. بدأ مسيرته الاحترافية في سنة 2005.

## المسيرة الاحترافية
لعب مع بانفيت لكرة السلة في الدوري التركي في موسم 2007–2008، ثم لعب مع سبيرو شارلوروا من سنة 2009 إلى 2012، ثم لعب مع أورليان لواريت في الدوري الفرنسي من سنة 2012 إلى 2014.

## روابط خارجية
- كريس هيل على موقع كرة السلة الأوروبية.كوم (الإنجليزية)
- كريس هيل على موقع كلية كرة السلة في سبورتس رفرنس.كوم (الإنجليزية)
- كريس هيل على موقع ريلجم (الإنجليزية)
- كريس هيل على موقع بروبوليرز (الإنجليزية)
- كريس هيل على موقع سبورتس رفرنس (الإنجليزية)